# Neorhaphiomidas villosa
Neorhaphiomidas villosa är en tvåvingeart som beskrevs av Paramonov 1953. Neorhaphiomidas villosa ingår i släktet Neorhaphiomidas och familjen Mydidae. Inga underarter finns listade i Catalogue of Life.